# Schafhof (Wertheim)
Schafhof, früher wohl auch Altenbrunnbach und Oberbrunnenbach, ist ein Wohnplatz auf der Gemarkung der Wertheimer Ortschaft Reicholzheim im Main-Tauber-Kreis in Baden-Württemberg.

## Geographie
Schafhof befindet sich etwa 800 Meter nordöstlich des Wertheimer Weilers Bronnbach bei Wertheim-Reicholzheim. Die Gemarkung wird durch den Brunnenbach entwässert, einem rechten Zufluss der Tauber bei Bronnbach.

## Geschichte
Der Wohnplatz wurde im Jahre 1159 erstmals urkundlich erwähnt, als er wohl als Altenbrunnbach (aufgrund der Lage am Brunnenbach) an das Kloster Bronnbach geschenkt wurde. Im Jahre 1180 als Grangie Oberbrunnenbach genannt. Es handelte sich stets um eine Eigenwirtschaft des Klosters. 1814 wurde über das Zweite Landamt Wertheim von 29 Einwohnern des Schafhofs berichtet. Der Wohnplatz kam als Teil der ehemals selbständigen Gemeinde Reicholzheim am 1. Januar 1975 zur Stadt Wertheim.

## Kulturdenkmale
Im Jahre 1305 wurde beim Schafhof eine Marienkapelle genannt. Beim Schafhof handelt es sich um ein Herrenhaus des Spätbarock. Kulturdenkmale in der Nähe des Wohnplatzes sind in der Liste der Kulturdenkmale in Wertheim verzeichnet.

## Verkehr
Der Ort ist über die K 2822 zu erreichen.